# 亞歷山大的阿斯克列庇歐多圖斯
亞歷山大的阿斯克列庇歐多圖斯（希臘語：Άσκληπιόδοτος）是生活在五世紀後半葉的新柏拉圖派哲學家，亞歷山卓人，在雅典師從普羅克洛斯，爲了和另外一名同名的人創辦一所哲學學校而搬到了阿弗罗戴西亚斯居住，他後來又娶了此人的女兒Damiane。他曾寫過柏拉圖《蒂迈欧篇》的評論，不過已經軼失了。
他是达马斯基奥斯的老師，但是後者並不看得起他，部份原因是前者不重視神諭：
像大多數人想的那樣，阿斯克列庇歐多圖斯的思想並不完美。他可以提出很尖銳的問題，但卻沒有敏捷的頭腦。他的智力分配不均衡，特別是神聖的問題上——即柏拉圖的崇高思想中的可見的和不可見的概念。他也沒有更高等的智慧....
他和他的妻子曾前往埃及美諾西斯朝拜伊希斯的神殿，以治愈其妻子的不孕癥。最終果真產下了一個嬰兒，但當地基督教徒卻以此事件為契機拆毀了伊希斯神殿。